# Mörtträsket (Råneå socken, Norrbotten)
Mörtträsket är en sjö i Bodens kommun i Norrbotten och ingår i Råneälvens huvudavrinningsområde. Sjön har en area på 1,21 kvadratkilometer och ligger 73 meter över havet. Mörtträsket ligger i Råneälven Natura 2000-område. Sjön avvattnas av vattendraget Mörtträskbäcken (Remån).

## Delavrinningsområde
Mörtträsket ingår i det delavrinningsområde (736063-177164) som SMHI kallar för Utloppet av Mörtträsket. Medelhöjden är 101 meter över havet och ytan är 10,16 kvadratkilometer. Räknas de 7 avrinningsområdena uppströms in blir den ackumulerade arean 95,66 kvadratkilometer. Mörtträskbäcken (Remån) som avvattnar avrinningsområdet har biflödesordning 3, vilket innebär att vattnet flödar genom totalt 3 vattendrag innan det når havet efter 68 kilometer. Avrinningsområdet består mestadels av skog (59 procent) och sankmarker (19 procent). Avrinningsområdet har 1,21 kvadratkilometer vattenytor vilket ger det en sjöprocent på 11,9 procent.